# Meddie Kagere
Meddie Kagere (sinh ngày 10 tháng 10 năm 1986) là một cầu thủ bóng đá người Rwanda gốc Uganda thi đấu cho Gor Mahia ở Giải bóng đá ngoại hạng Kenya và đội tuyển quốc gia Rwanda ở vị trí tiền đạo.

## Sự nghiệp

### KF Tirana
Kagere ký hợp đồng với câu lạc bộ châu Âu đầu tiên của anh trong kỳ chuyển nhượng mùa hè năm 2014, khi anh gia nhập đội bóng Albanian Superliga KF Tirana với bản hợp đồng 2 năm sau khi trả cho câu lạc bộ cũ Rayon Sports FC $10.000 giải phóng hợp đồng.
Ngày 1 tháng 1 năm 2015, Kagere bị KF Tirana giải phóng.

### Bàn thắng quốc tế
Bàn thắng và kết quả của Rwanda được để trước.
| #   | Ngày                 | Địa điểm                                                   | Đối thủ        | Bàn thắng | Kết quả     | Giải đấu                 |
| --- | -------------------- | ---------------------------------------------------------- | -------------- | --------- | ----------- | ------------------------ |
| 1.  | 9 tháng 10 năm 2011  | Sân vận động Hữu nghị, Cotonou, Bénin                      | Bénin          | 1–0       | 1–0         | Vòng loại CAN 2012       |
| 2.  | 29 tháng 11 năm 2011 | Sân vận động Quốc gia, Dar es Salaam, Tanzania             | Zimbabwe       | 1–0       | 2–0         | CECAFA Cup 2011          |
| 3.  | 29 tháng 11 năm 2011 | Sân vận động Quốc gia, Dar es Salaam, Tanzania             | Zimbabwe       | 2–0       | 2–0         | CECAFA Cup 2011          |
| 4.  | 5 tháng 12 năm 2011  | Sân vận động Quốc gia, Dar es Salaam, Tanzania             | Zanzibar       | 2–1       | 2–1         | CECAFA Cup 2011          |
| 5.  | 10 tháng 12 năm 2011 | Sân vận động Quốc gia, Dar es Salaam, Tanzania             | Uganda         | 1–0       | 2–2 (2–3 p) | CECAFA Cup 2011          |
| 6.  | 10 tháng 12 năm 2011 | Sân vận động Quốc gia, Dar es Salaam, Tanzania             | Uganda         | 2–1       | 2–2 (2–3 p) | CECAFA Cup 2011          |
| 7.  | 6 tháng 12 năm 2013  | Sân vận động Amahoro, Kigali, Rwanda                       | Uganda         | 1–1       | 2–2         | Giao hữu                 |
| 8.  | 24 tháng 3 năm 2013  | Sân vận động Amahoro, Kigali, Rwanda                       | Mali           | 1–0       | 1–2         | Vòng loại World Cup 2014 |
| 9.  | 9 tháng 6 năm 2013   | Sân vận động 26 tháng 3, Bamako, Mali                      | Mali           | 1–0       | 1–1         | Vòng loại World Cup 2014 |
| 10. | 27 tháng 7 năm 2014  | Sân vận động Augustin Monédan de Sibang, Libreville, Gabon | Gabon          | 1–0       | 1–0         | Giao hữu                 |
| 11. | 2 tháng 8 năm 2014   | Sân vận động Régional Nyamirambo, Kigali, Rwanda           | Cộng hòa Congo | 2–0       | 2–0 (4–3 p) | Vòng loại CAN 2015       |
| 12. | 9 tháng 9 năm 2018   | Sân vận động Régional Nyamirambo, Kigali, Rwanda           | Bờ Biển Ngà    | 1–2       | 1–2         | Vòng loại CAN 2019       |
| 13. | 5 tháng 9 năm 2019   | Sân vận động Linité, Victoria, Seychelles                  | Seychelles     | 3–0       | 3–0         | Vòng loại World Cup 2022 |
| 14. | 10 tháng 9 năm 2019  | Sân vận động Régional Nyamirambo, Kigali, Rwanda           | Seychelles     | 2–0       | 7–0         | Vòng loại World Cup 2022 |
| 15. | 10 tháng 9 năm 2019  | Sân vận động Régional Nyamirambo, Kigali, Rwanda           | Seychelles     | 5–0       | 7–0         | Vòng loại World Cup 2022 |